# Jan Philopon Dambrovský
Jan Philopon Dambrovský též Joannes Philopon Dambrowski (1540 Stryków – 1586 či 1587) byl katolický kněz a děkan olomoucké kapituly v letech 1577–1585 a sériový vrah.

## Život
Dle vlastní závěti se narodil v roce 1540 ve městě Stryków, asi 15 km severovýchodně od města Lodže v Polsku. Byl olomouckým kanovníkem a v letech 1577–1585 děkanem olomoucké kapituly. Byl ctižádostivý a dle svých současníků se chtěl stát olomouckým biskupem.

## Vraždy
Mezi lety 1572–1578 zemřeli podezřelou smrtí čtyři olomoučtí biskupové. První obětí byl Vilém Prusinovský z Prusinovic a Víckova, zakladatel olomoucké univerzity, který zemřel v červnu 1572 ve věku 38 let. Po něm následující Jan XVII. Grodecký zemřel náhle v lednu 1574. Další biskup Tomáš Albín z Helfenburka zemřel sotva měsíc po své intronizaci v květnu 1575. Tehdy bylo poprvé vysloveno podezření na násilnou smrt nebo vraždu. Velmi negativní ohlas vzbudilo toto úmrtí i v aristokratických kruzích, neboť Tomáš Albín byl synem kancléře z rodu Rožmberků. Čtvrtým biskupem, který náhle zemřel byl Jan Mezoun z Telče. Vykonával svou funkci od srpna 1576 do února 1578, kdy on i několik jeho blízkých spolupracovníků v bolestech zemřelo. Ve stejný den zemřel i kanovník Václav Bruntálský z Vrbna, který byl očekávaným kandidátem na biskupský stolec po Janu Mezounovi. Tehdy se již otevřeně mluvilo o tom, že na olomouckém biskupství řádí travič, takže zájem o biskupskou stolici mezi uchazeči opadl. Až v létě 1579, byl novým biskupem zvolen Stanislav Pavlovský. Krátce po svém nástupu do funkce nechal poslat nejproblematičtější členy olomoucké metropolitní kapituly mimo Olomouc. Mezi jimi byl i Jan Philopon Dambrovský, který měl biskupa zastupovat při vizitacích v Římě. Hlavním záměrem Pavlovského bylo alespoň dočasně ulevit olomouckému biskupství od nebezpečných intrikánů a také získat čas pro získání usvědčujících důkazů, neboť nebylo běžné uvěznit významné osobnosti jako byl děkan olomoucké kapituly. Důkazy proti Dambrovskému se podařilo najít až v roce 1585, kdy byl nalezen svědek, poskytující údajně nezvratné důkazy.

## Obvinění
Na konci roku 1585 jej biskup Stanislav Pavlovský obvinil z travičství a strůjce smrti jeho čtyř předchůdců. Philopon Dambrowský byl uvězněn na biskupském hradě Hukvaldy poté, co odmítl před biskupem odpřisáhnout svou nevinu a pokusil se patrně o útěk. Předtím se také odmítal vrátit z Itálie, kde opětovně pobýval a byli uvěznění i dva jeho olomoučtí komorníci, bratři Pavel a Blažej Rochlové. Philopon byl suspendován ze všech funkcí a beneficií. Byl mu zabaven všechen majetek a jeho olomoucká rezidence  byla zapečetěna. Sám se pokusil o útěk, byl ale zadržen a převezen na biskupský hrad Hukvaldy, kam bývali posíláni provinilí kněží. Doktor práv, biskupský oficiál a kanovník Pavel Grünwald, byl v Olomouci pověřen, aby řídil proces domnělého traviče. Samotná soudní akta se buď nedochovala, nebo jsou utajena ve vatikánských archivech, nicméně je zřejmé, že Philopon se během výslechů doznal k otrávení čtyř biskupů, počínaje Vilémem Prusinovským z Víckova a konče Janem Mezounem z Telče. Dne 3. února 1586 byl olomouckým církevním soudem odsouzen a zbaven svého kněžství, úřadů, cti i beneficií.
Stanislav Pavlovský zjevně dlouho váhal, než se rozhodl, jak naložit s Philoponem, který využil svého času po odsouzení k sepisování různých obhajob. Nakonec se rozhodl, že jej vydá světskému rameni k potrestání na hrdle. Dne 20. července 1586 vyslal na Hukvaldy dva jezuity, aby Philopona vyzpovídali. Přesné datum jeho popravy není známo, nicméně v olomoucké Knize půhonů je ke dvěma půhonům na Philopona připsáno „Sťat Philopon“.